# Campionati mondiali militari di lotta
I Campionati mondiali militari di lotta (World Military Wrestling Championship) sono una competizione mondiale per lottatori appartenenti ai gruppi sportivi delle varie forze armate, organizzata dal CISM (Conseil International du Sport Militaire) che si tengono periodicamente con cadenza irregolare. La prima edizione si è svolta nel 1961.
Originariamente il campionato comprendeva solo tornei di lotta libera maschile; nel 1972 sono stati inclusi anche quelli di lotta greco-romana maschile. Gli eventi di lotta libera femminile sono stati inseriti nel programma per la prima volta nel 2010.
La 18ª (1999), la 25ª (2007), la 30ª (2015) e la 34ª (2019) edizione hanno fatto parte dei Giochi mondiali militari estivi. 

## Edizioni recenti
| Edizione | Anno | Luogo                            | Nazione     |
| -------- | ---- | -------------------------------- | ----------- |
| 1ª       | 1961 | Istanbul                         | Turchia     |
| 2ª       | 1962 |                                  | Iran        |
| 3ª       | 1963 |                                  | Egitto      |
| 4ª       | 1971 | Salonicco                        | Grecia      |
| 12ª      | 1974 | Roma                             | Italia      |
| 13ª      | 1978 | Teheran                          | Iran        |
| 14ª      | 1979 | Baghdad                          | Iraq        |
| 15ª      | 1983 | Villeurbanne                     | Francia     |
| 16ª      | 1984 | Filadelfia                       | Stati Uniti |
| 17ª      | 1988 | Palermo                          | Italia      |
| 18ª      | 1990 | Marine Corps Base Quantico       | Stati Uniti |
| 19ª      | 1991 | Istanbul                         | Turchia     |
| 20ª      | 1997 | Ostia                            | Italia      |
| 21ª      | 2000 | Marine Corps Base Camp Lejeune   | Stati Uniti |
| 22ª      | 2001 | Spalato                          | Croazia     |
| 23ª      | 2002 | Tallinn                          | Estonia     |
| 24ª      | 2003 | Istanbul                         | Turchia     |
| 25ª      | 2005 | Vilnius                          | Lettonia    |
| 26ª      | 2006 | Baku                             | Azerbaigian |
| 27ª      | 2008 | Spalato                          | Croazia     |
| 28ª      | 2010 | Lahti                            | Finlandia   |
| 29ª      | 2013 | Teheran                          | Iran        |
| 30ª      | 2014 | Joint Base McGuire-Dix-Lakehurst | Stati Uniti |
| 31ª      | 2016 | Skopje                           | Macedonia   |
| 32ª      | 2017 | Klaipėda                         | Finlandia   |
| 33ª      | 2018 | Mosca                            | Russia      |
| 34ª      | ?    | ?                                | ?           |
| 35ª      | 2021 | Teheran                          | Iran        |